# Linden Scripting Language
LSL (acrônimo para Linden Scripting Language) é uma linguagem de programação orientada a eventos, utilizada no simulador Second Life. Seu nome é uma referência ao laboratório Linden, que projetou e desenvolveu o Second Life.

## Características
A LSL é uma linguagem interpretada e orientada a eventos. Sua sintaxe assemelha-se à C, C++ e Java. O LSL permite aos usuários (chamados residentes dentro do simulador), editar objetos diversos, atitudes (ações) do avatar (personagem, dentro do simulador), além de uma infinidade de funcionalidades dentro do Second Life. É uma linguagem de fácil aprendizado embora não exista muito material a respeito da mesma na Internet até o momento.

## Scriptpadrão
Quando criamos um novo script para um objeto em Second Life, o script padrão apresentado para desenvolvimento é o seguinte:
```
default

{

  
state_entry
()

  
{

    
llSay
(
0
,
 
"Hello, Avatar!"
);

  
}

   

  
touch_start
(
integer
 
total_number
)

  
{

    
llSay
(
0
,
 
"Touched."
);

  
}

}

```

Temos nesse script padrão, duas funções pré-definidas: state_entry() e touch_start(), que representam dois eventos. state_entry() ocorre sempre que um novo estado é incorporado, incluindo o início do programa e é sempre o primeiro evento a ser executado. é semelhante ao conteúdo entre <head> e </head> em HTML. Essa função não recebe variáveis. touch_start() ocorre sempre que o objeto for tocado pelo residente (personagem em Second Life.
Essa função recebe o valor de uma variável de tipo inteiro que contém o número do usuário (residente) que tocou o objeto.